# Лев Юрійович
Лев II Ю́рійович (ХІІІ ст. — до червня 1323) — галицький князь (1308/1315 — 1323) з династії Романовичів, співправитель Королівства Русі разом з братом Андрієм Юрієвичем, син короля Русі Юрія Львовича та Євфимії Куявської, правнук короля Данила Галицького.

## Життєпис

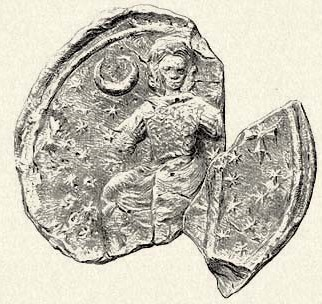
Печатка Лева II з його зображенням

Леонтій Войтович вважає, що Лев Юрійович народився близько 1290 року. Своє твердження він обґрунтовує на основі того, що за свідченням Галицько-Волинського літопису, у 1284 році помер Михайло Юрійович, син Юрія від першого шлюбу. Тому в проміжку між 1286 - 1288 роками, Юрій Львович одружився вдруге з сестрою князя Владислава Локетка, Євфимією. Андрій Юрійович вважається старшим сином Юрія, адже у спільних з Левом грамотах титулується першим. Андрій Юрійович міг народитися близько 1289 року, а Лев - наступним. Броніслав Влодарський вважав, що Владислав Локетек допоміг молодим Юрійовичам закріпитись на троні, але в грамотах князів немає жодного натяку на регентство чи опіку.
Дата початку правління Лева Юрійовича залишається невідомою. За повідомленням Яна Длугоша, Юрій Львович помер у 1308 році, що б мало стати початком правління його синів, однак, жодних задокументованих свідчень про це немає.
Перша згадка про князя Лева Юрійовича в джерелах датується 27 червня 1315 року. Владислав Локетек у боротьбі з бранденбуржцями перераховував своїх союзників, серед яких згадав двох руських князів, своїх племінників. Мова могла йти тільки про Андрія та Лева, адже їх матір'ю була Євфимія Куявська, сестра Владислава.
Молоді князі провадили активну зовнішню політику, яка мала відвертий антиординський характер. Перша відома спільна грамота Андрія і Лева ІІ була видана 9 серпня 1316 року для магістра Тевтонського ордену  — Карла Трірського, що було здійснено на прохання їх родича, лицаря Зіґхарда фон Шварцбурґа, який був онуком короля Данила. В грамоті князі пообіцяли тевтонцям захист від татарських набігів та інших ворогів. Під «іншими ворогами» вбачалися литовські племена, які надокучали як тевтонцям, так й Романовичам. За свідченням литовсько-руських літописів, князь Лев Луцький відвоював у литовців Берестя.
Однак, вже згодом вроцлавський князь Генріх VI Добрий скаржився папі Іоанну XXII на спільні вторгнення русинів та литовців в його володіння. Папа Іоанн XXII у 1317 році звернувся до неназваних двох руських князів-схизматиків (якими були Андрій і Лев ІІ), закликаючи їх навернутися в католицьку віру. Схоже, що князі не відповіли папі, адже до кінця життя залишалися «схизматиками».

### Повстання Петра Петуні та руські князі
У сусідньому Угорському королівстві тривала боротьба за спадщину Арпадів. У 1315 році в комітаті Унг проти правління Карла І Роберта підняв повстання магнат Петро, син Петуні. Вже у грамоті 1321 року Карл І Роберт згадує, що Петро шукав допомоги в руських князів, закликаючи їх на угорський трон, але неназваний руський князь не надав допомоги або вона була недостатньою тому повстання зазнало поразки.
Причиною незацікавленості Андрія і Лева ІІ в угорських справах могла стосуватися їх сутичок з татарами, а також голод 1315-1317 років, що вразив всю Європу.
Однак, Карл І Роберт не забув Юрійовичам підтримки повстання, і на початку 1320-х років захопив замок Макк на Закарпатті. Так Романовичі втратили всі володіння за Карпатами, захоплені ще Левом Даниловичем.

### Загибель
В 1323 році під час одного з військових походів ймовірно проти Золотої Орди Лев Юрійович і Андрій Юрійович загинули. За свідченням литовсько-руських літописів вони загинули у боротьбі з литовським князем Гедиміном: Андрій (літописний Володимир)  — під час оборони стольного Володимира, а Лев (літописний Лев Луцький)  — у битві на річці Ірпінь. Однак, частина науковців піддає сумніву історичність походу Гедиміна.
Загибель Лева ІІ та його брата підтверджує король Владислав Локетек у листі папі  Іоанну XXII з 21 травня 1321 року. В листі польський король писав, що двоє останніх руських князів-схизматиків, які були «непереборним щитом» від татарської загрози загинули. Владислав Локетек підтверджує, що Андрій і Лев ІІ вели постійні війни з татарами і захищали Європу від набігів останніх:
З жалем доносимо, ваша Святосте, що два останні  руські князі з народу схизматиків, котрі були непоборним  щитом супроти жорстокого народу татарського, зійшли зі  світу і з їх смертю і землі наші в небезпечній близькості від  Татар.
Інші свідчення про смерть останніх Романовичів повідомляє Іоанн з Вінтертура:
Кажуть, тому що імператор Татарський незадовго  до цього часу двох поганських королів цілком достойних  поставив на чолі русів, які їх один за одним струїли.
Польський дослідник Януш Беняк вважає, що ці свідчення хроніста були спричинені враженням від отруєння Юрія II, який був його сучасником. Також науковець вважає, що отруєння Юрійовичів не обов'язково означає навмисне вбивство, а могло означати смерть від хвороби органів травлення.
Королівство Русі успадкував син Лева ІІ, а після його смерті через деякий час припинила існування галицько-волинська династія Романовичів.
Після смерті Андрія і Лева Юрійовичів галицько-волинське боярство запросило правити мазовецького княжича Болеслава Тройденовича, сина сестри Лева і Андрія Юрійовичів — Марії Юріївни та мазовецького князя Тройдена I.